# Chambre de commerce et d'industrie de Cognac
La chambre de commerce et d'industrie de Cognac était l'une des deux CCI du département de la Charente. Son siège est à Cognac au 23, rue du port. En 2017, elle a fusionné avec la CCI d'Angoulême pour former la chambre de commerce et d'industrie de la Charente.

## Missions
À ce titre, elle était un organisme chargé de représenter les intérêts des entreprises commerciales, industrielles et de service de Charente et de leur apporter certains services. C'était un établissement public qui gèrait en outre des équipements au profit de ces entreprises.
Comme toutes les CCI, elle était placée sous la tutelle du préfet du département représentant le ministère chargé de l'industrie et le ministère chargé des PME, du Commerce et de l'Artisanat.
Pendant ses dernières années, elle a été rattachée à la chambre régionale de commerce et d'industrie Poitou-Charentes.

### Service aux entreprises
- Centre de formalités des entreprises
- Assistance technique au commerce
- Assistance technique à l'industrie
- Assistance technique aux entreprises de service
- Point A (apprentissage)

### Gestion d'équipements
- Aéroport de Cognac - Châteaubernard, conjoint à l'aérodrome militaire de la base aérienne 709 ;
- Pépinière d'entreprises.

### Centres de formation
- Institut consulaire de formation (ICF).

## Historique
- 1877 : Création de la chambre de commerce.
- Novembre 2007 : Début du processus de fusion avec la chambre de commerce et d'industrie de Rochefort et de Saintonge.
- 2009 : Discussion pour une fusion avec la chambre de Rochefort ou celle d'Angoulême
- 2010 : Elle deviendrait une délégation de la nouvelle CCI.
- 2017 : Naissance de la chambre de commerce et d'industrie de la Charente

## Administration
Depuis le 8 septembre 2008, son président était Christian Coates.

## Pour approfondir